# Nick McCabe
Nick McCabe, född Nicholas Jonathon McCabe den 14 juli 1971 i St Helens, Merseyside, är en brittisk musiker, mest känd för att vara gitarrist i bandet The Verve.

## Fotnoter
1. ↑  Freebase Data Dumps, Google.[källa från Wikidata]